# Tenevil

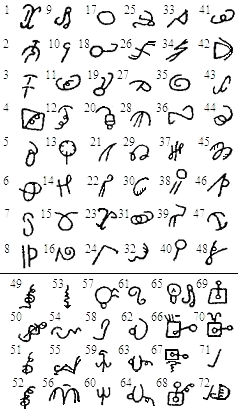
Het schrift van Tenevil

Tenevil (Russisch: Теневиль of Тенвиль; Tenvil; ca. 1890 – 1943?) was een Tsjoektsjische rendierhouder, die leefde op de toendra nabij het dorp Oest-Belaja in het nationaal district Tsjoekotka van de Russische oblast Magadan. Rond 1927 of 1928 vond hij op eigen kracht een schrift uit voor het Tsjoektsjisch. Het is nooit met zekerheid vastgesteld of de symbolen in dit schrift nu bestond uit ideogrammen of pictogrammen waren of dat het gebaseerd was op logogrammen. Onderzoekers wijzen op het abstracte karakter van de symbolen, die mogelijk een indirect bewijs vormen dat het schrift geheel ontsproten is uit het brein van Tenevil.
Het schrift van Tenevil werd in 1930 ontdekt door een Russische expeditie aan de hand van de "Tsjoekotkaanse brief" (Tsjoekotksoje pismo) en dat jaar voor het eerst beschreven door de Russische etnograaf-schrijver en expeditieleider Waldemar Bogoras. Het schrift verkreeg nooit grote bekendheid omdat het alleen binnen het kamp van Tenevil's gezin zelf werd gebruikt. Naast Tenevil werd het schrift ook gebruikt door zijn zoon, waarmee het berichten uitwisselde tijdens de reizen met de rendieren tussen de graasgebieden. Tenevil schreef zijn symbolen op borden, botten, walrustanden en snoeppapiertjes. Tenevil's schrift is het noordelijkste schrift dat met minimale invloeden van buitenaf werd ontwikkeld en vormt als zodanig van belang voor onderzoek naar de oorsprong(en) van schrifttradities tijdens de voorfase van de ontwikkeling van culturen.
De bronnen en het prototype van het schrift van Tenevil zijn niet bekend. Gezien de geïsoleerde locatie van Tsjoekotka van andere centra van beschaving zou het kunnen worden beschouwd als een lokaal creatief initiatief van een enkele genie. Mogelijk werd het schriftsysteem beïnvloed door de decoraties op sjamaantrommels. Het Tsjoektsjische woord 'schrijven' (kelikel) heeft parallellen met Toengoezische talen.
In 1945 bezocht kunstenaar-kunsthistoricus I.P. Lavrov de bovenloop van de Anadyr waar Tenevil had geleefd en ontdekte er het "Tenevilarchief": een in de sneeuw begraven kist met relieken van schrijfwerk van Tenevil. Tenevil ontwikkelde ook symbolen voor nummers op basis van het 20-tallig systeem uit de Tsjoektsjische taal. Er zijn ongeveer 1000 basiselementen uit het schriftsysteem van Tenevil bekend.
De Tsjoektsjische schrijver Joeri Rytcheoe wijdde zijn roman Een Droom in de Poolmist (1969) aan Tenevil.